# Johan Daniel Tietz
Johan Daniel Tietz (Chojnice, 2 de janeiro de 1729 — Wittenberg, 11 de dezembro de 1796), mais conhecido por seu nome latinizado Titius (pronuncia-se Tícius), foi um astrônomo alemão.
Desenvolveu em 1766 uma sequência matemática que dizia a distância dos planetas em relação ao Sol, que foi muito divulgada pelo astrônomo alemão Johann Elert Bode (1747-1826), ficando conhecida como Lei de Titius-Bode.